# 75/32 Mod. 1937
Il cannone 75/32 Mod. 37 (indicato, quando era ancora in fase di prototipo, come 75/34 Mod. S.F.) fu un pezzo di artiglieria utilizzato dal Regio Esercito nel corso della seconda guerra mondiale. Costruito sull'affusto dell'obice 75/18 Mod 35 rappresentò il cannone più moderno disponibile nel corso del conflitto per l'artiglieria divisionale italiana.

## Le origini

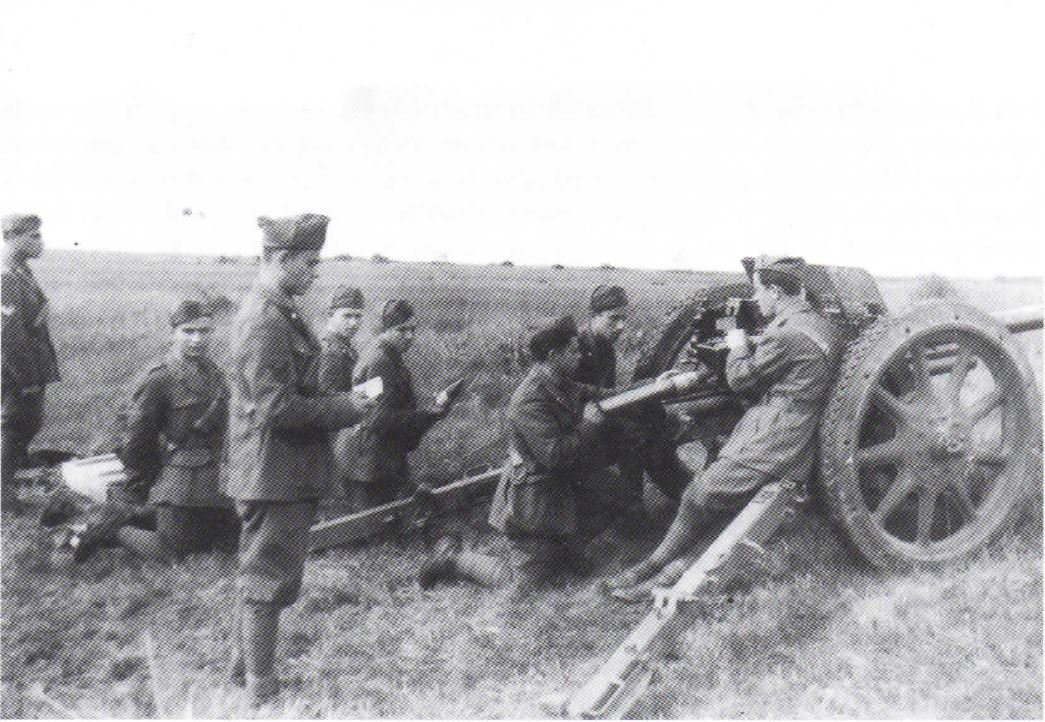
Artiglieri del regio esercito sul fronte orientale con un 75/32

Nel 1929 fu incluso nel programma per l'allestimento di nuovi materiali per d'artiglieria, studiato dall'Ispettore dell'Arma di Artiglieria, generale Ettore Giuria, un nuovo cannone divisionale da 75 mm a lunga gittata. Tale programma fu approvato dal Capo di stato maggiore del Regio Esercito, generale Alberto Bonzani, e dal Ministro della guerra generale Pietro Gazzera. I limitati finanziamenti destinati al riequipaggiamento dei materiali d'artiglieria portò a al posticipo del programma per il cannone lungo da 75 mm, che fu messo a punto dal colonnello Bernese nel 1973. I requisiti tecnici per il nuovo cannone prevedevano un calibro di 75 mm con rigatura elicoidale con passo di 30 calibri, pressione massima di 2.650 atmosfere, peso in batteria di circa 1.200 kg, e gittata non inferiore a 12.500 km, velocità iniziale di 600 m/sec. La nuova arma aveva ruote gommate in electron con diametro di 1,2 m, affusto con doppia coda, e velocità di traino meccanico pari a 45-60 km/h. Il munizionamento doveva essere comune con gli obici da 75/18 già adottati, avere doppia possibilità di carreggio per il traino normale su strada e su terreno vario e per il traino in montagna, freno di bocca in volata per una maggiore precisione e assorbimento dell'energia di rinculo.
Il pezzo da 75 mm, che montava una canna lunga 34 calibri, fu approntato presso l'Arsenale di Napoli ed il prototipo fu presentato nel settembre 1937 con inizio immediato delle prove. Il cannone poteva essere trainato da un trattore leggero Fiat-SPA TL 37. Nel 1939 la nuova arma era stata definita in ogni sua parte ed era pronta per la produzione in serie, che fu avviata l'anno successivo presso lo stabilimento Ansaldo di Pozzuoli. Questa intervenne sulla bocca da fuoco, accorciandola e modificandone il freno di bocca, ottenendo così la versione di serie 75/32 Mod. 1937. L'ordine di produzione iniziale emesso dal Regio Esercito era per 192 pezzi da assegnare alle batterie motorizzate. Il costo per ogni singolo cannone era di 470.300 lire.
Già nel 1940 ci si era resi conto che gli obici da 75/18 appena adottati presentavano grosse limitazioni balistiche, dato che la loro gittata massima era di circa 9 km, quando le artiglierie divisionali degli altri eserciti europei non solo erano di calibro maggiore, ma anche presentavano gittate sensibilmente superiori; in Germania il 10,5 cm leFH 18 aveva una gittata superiore ai 12000 m, in Gran Bretagna il 25 libbre Mk I, con calibro 88 mm aveva una gittata di 12000 m e in Francia il 105 Mod 36.

## La tecnica

75/32 trainato da un Fiat-SPA TL37

La canna era monopezzo e nel prototipo era fornita di un freno di bocca a tulipano che venne poi sostituito dall'Ansaldo da un freno di bocca "a pepiera" nella produzione. La rigatura aveva un passo di 20 calibri.
L'affusto, analogo a quello del 75/18 Mod. 1934/1935, aveva ruote a razze metalliche inizialmente in elektron, lega aeronautica di magnesio e alluminio, e successivamente in lamierino di acciaio. Le ruote erano grande diametro (1,3 m) con anello semipneumatico e sospensione elastica a barra di torsione. La velocità massima del traino per il pezzo era di 60 km/h, superiore a quella del trattore utilizzato normalmente per le artiglierie leggere. Le code divaricabili erano ripiegabili in solo due elementi, ottenendo in questo modo una configurazione di marcia di lunghezza abbastanza limitata. Il cannone era dotato di uno scudo spesso 4,2 mm, e blocco di culatta esclusivamente manuale.
Il pezzo era in grado di sparare sia un cartoccio proietto su due cariche (quindi due diverse velocità alla bocca), sia un cartoccio proietto in un pezzo unico. A partire dal 1943 fu aggiunto uno scudo spesso 12 mm, un sistema di caricamento rapido per permettere un ingaggio più facile dei mezzi corazzati e una leva di elevazione e di sparo a sinistra della culatta. Il cannone era servito da quattro uomini, incluso il puntatore che sedeva a sinistra e controllava la mira orizzontale, mentre il tiratore sedeva a destra e controllava la leva di fuoco e la regolazione dell'alzo. Gli altri due membri dell'equipaggio erano responsabili del rifornimento di munizioni al cannone.
Il pezzo fu ordinato in 192 complessi nel 1938, ma, constatata la sua utilità in funzione controcarro, le commesse salirono rapidamente, tanto che nel 1943 risultavano ordinati 542 pezzi. Tuttavia a questa notevole mole di ordini non corrispose una produzione adeguata, in quanto i pezzi effettivamente prodotti furono una batteria sperimentale su 5 pezzi nel periodo 1937-39, 30 pezzi fino al 1941, 44 nel 1942 e 98 nel primo semestre del 1943, tuttavia un numero imprecisato di bocche da fuoco fu prodotto per i semoventi e per i carri P26/40.
Il pezzo utilizzava come trattore il Fiat-SPA TL37, fino ad una velocità di 35–40 km/h, altrimenti poteva essere trainato da tre pariglie di cavalli o da trattori cingolati.

## L'impiego
- granata 75/27 mod 32 (cartoccio e bossolo V0 350 o 490 m/s)
- granata 75/32 a doppio effetto (cartoccio e bossolo V0 360 o 570 m/s)
- granata 75/32 perforante (cartoccio proietto)
- granata controcarri EP (a carica cava) (cartoccio proietto, in due tipi V0 580 m/s)
- proietto EPS con spoletta posteriore

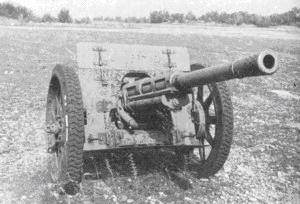
Un cannone da 75/32.

La produzione andò a rilento, e nel novembre 1942 erano stati consegnati 70 cannoni. In quello stesso mese fu passato alla Ansaldo e alla OTO un ordine per la produzione di ulteriori 250 cannoni da 75/32, che includeva anche le armi da installare sui semoventi controcarro realizzati su scafo del carro armato M15/42. 
Nel 1940 ci si rese conto dell'inefficacia del cannone controcarri da 47/32 contro i carri armati più pesanti, come il Mk II Matilda inglese impiegato in Africa Settentrionale Italiana. Alcuni ufficiali proposero allo stato maggiore del Regio Esercito l'impiego controcarri del cannone da 75/34. Questa proposta fu avanzata nel novembre 1940 dall'Ispettore superiore dei servizi tecnici, generale Mario Caracciolo di Feroleto che propose allo Stato maggiore del Regio Esercito di adottare su larga scala il pezzo da 75/32 e di utilizzare il cannone in funzione principalmente anticarro. La proposta fu respinta dal Regio Esercito, che il 9 dicembre 1940 negò il permesso di aumentare la produzione del cannone nella cartella n. 39853. La giustificazione fu che gli equipaggi avevano bisogno di troppo tempo per posizionare il cannone, mirare con precisione e sparare contro bersagli in movimento, come i veicoli blindati e soprattutto considerando la bassa celerità di tiro e l'assenza di una mira ottica.
Il cannone venne utilizzato sul fronte russo, su tre gruppi inquadrati nel 201º Reggimento d'artiglieria motorizzato, al comando del colonnello Enrico Altavilla, alle dirette dipendenze del comando di corpo d'armata. Il reggimento e i suoi 36 cannoni era organizzato su 3 gruppi: il 1° del tenente colonnello La Guardia, il 2° del tenente colonnello Francesco Zingales e il 3° del maggiore Vitale.
Qui si dimostrò molto efficace contro i T-34 sovietici, adempiendo molto bene al ruolo controcarro, sia con i proiettili perforanti ma soprattutto con i proietti E. P. (Effetto Pronto), i quali utilizzavano una carica HEAT particolarmente efficace vista la bassa velocità alla bocca di fuoco del pezzo La notizia del buon rendimento controcarri del 75/32 sul fronte orientale di diffuse all'interno del Regio Esercito tanto che una delegazione del Comando Supremo in A.S.I. chiese che alcuni gruppi dotati del cannone mod.37 fossero inviati su quel fronte. L'ufficio dello Stato maggiore del Regio Esercito rispose che non vi era alcuna disponibilità di tale materiale all'infuori di quelli in allestimento e già destinati all'impiego in Grecia.
Nel 1943 i pezzi destinati al fronte russo erano stati persi, mentre restavano operativi ancora 5 gruppi fra cui 2 del 9º Reggimento artiglieria dell'11ª Divisione fanteria "Brennero" operante in Albania e 2 del 235º Reggimento artiglieria della 135ª Divisione corazzata "Ariete II" operante vicino a Roma. Successivamente all'armistizio dell'8 settembre, 48 pezzi furono inquadrati nelle forze della Wehrmacht con la classificazione 7,5 FK 248(i). Tali pezzi vennero utilizzati dai tedeschi in Jugoslavia contro i partigiani di Tito.
Dopo la fine della seconda guerra mondiale tutti i pezzi furono eliminati dal servizio, in quanto il calibro da 75 mm era considerato ormai totalmente obsoleto per le artiglierie divisionali.

## Altre versioni
Nel 1943 furono studiate due diverse versioni del cannone. La prima era una versione aeronautica del cannone da 75/32 Modello 1937, mentre la seconda doveva essere installata all'interno delle fortificazioni del Vallo Alpino del Littorio, il complesso di bunker e altre postazioni difensive che difendevano i confini alpini italiani con Austria, Francia, Svizzera e Jugoslavia.
Ci sono alcune foto di un cannone da 75/32 presso la fabbrica dell'Ansaldo di Genova Cornigliano del 1942 che sembra essere in fase di test per l'installazione su un aereo. Il cannone era posizionato all'interno di una struttura che simulava il muso di un aereo, probabilmente per testare la resistenza del muso alla vampa di volata durante lo sparo. Purtroppo non si sa nulla del destino di questi progetti, ma molto probabilmente furono abbandonati a causa dell'armistizio dell'8 settembre 1943.
Nel 1943 l'Ansaldo stava studiando l'installazione del 75/32 Modello 1937 sullo scafo del semicingolato Maffei-Fiat 727 da 3 tonnellate. Lo sviluppo non fu mai completato a causa dell'armistizio dell'8 settembre 1943. I tedeschi interruppero anche la produzione del semicingolato FIAT 727 da 3 tonnellate, ponendo fine a qualsiasi ulteriore sviluppo.

### Annotazioni
1. ↑  Secondo Nicola Pignato, art. cit. pag 13 raggiungeva 12.300m.
2. ↑  N. Pignato, art. cit. pag 13, indica come trattore il TL 37, con velocità massima di 38,2 km/h.
3. ↑  Si trattava di 303 cannoni all'Ansaldo Pozzuoli (170 cannoni ordinati dal Regio Esercito, e 133 cannoni precedentemente ordinati dal Portogallo e presi in consegna dall'Esercito) e 180 all'OTO.

### Fonti
1. ↑  Chamberlain, Gander 1975, p. 36.
2. 1 2  Poggiali (a cura di) 2011, p. 23.
3. 1 2 3 4 5 6 7 8 9 10 11 12 13  Poggiali (a cura di) 2011, p. 24.
4. 1 2  Cappellano 1998, p. 70.
5. 1 2 3 4 5 6 7 8 9 10 11 12 13 14 15 16 17 18 19 20 21 22 23 24 25 26  Tanks Encyclopedia.
6. 1 2 3  Poggiali (a cura di) 2011, p. 25.
7. ↑  Cappellano 1998, p. 71.
8. ↑  F. Cappellano, op. cit., apg 72.
9. ↑  Cappellano 1998, p. 70-71.
10. ↑   IT.CULTURA.STORIA.MILITARE ON-LINE: Articoli: da icsm: II GM, su icsm.it. URL consultato il 18 maggio 2018.
11. ↑  N. Pignato, art. cit. pag 17.
12. ↑  Pignato 2009, p. 17.